# Lepidagathis wasshausenii
Lepidagathis wasshausenii är en akantusväxtart som beskrevs av Kameyama. Lepidagathis wasshausenii ingår i släktet Lepidagathis och familjen akantusväxter. Inga underarter finns listade i Catalogue of Life.